# Joachim Zoepf
Joachim Zoepf (* 1955 in Düsseldorf) ist ein deutscher Holzbläser, im Bereich der Neuen Improvisierten Musik, der zunächst auch im Jazzbereich aktiv war. Neben dem Sopran-, Tenor- und Baritonsaxophon zählt die Bassklarinette und auch das Computerinterface zu seinem Instrumentarium. Außerdem arbeitet als Komponist elektroakustischer Musik, Performer und Videokünstler.

## Leben und Wirken
Zoepf, dessen Vater als Amateur mehrere Streichinstrumente und Klavier spielte, begann 1964, Klavier zu lernen. Ab 1976 spielte er Saxophon. Sein Musikstudium nahm er 1979 zunächst am Konservatorium in Wien  auf und setzte es später an der Rheinischen Musikschule bei Karel Krautgartner und in der Musikhochschule Köln im Bereich Jazz fort. Seit 1983 arbeitet er freiberuflich als Musiker und Musikpädagoge. Er wirkte in den unterschiedlichsten Formationen mit, sei es aus dem Bereich des „aufgeklärten Jazz“ (u. a. in der Kölner Saxophon Mafia, Lunx) oder der Neuen Musik (u. a. Zusammenarbeit mit Paulo C. Chagas und Georg Hajdu).
Zoepfs derzeitiger Arbeitsschwerpunkt liegt in der „Improvisierten Neuen Musik“, die er in vorzugsweise kontinuierlich probenden Formationen spielt. Ab der Jahrtausendwende kam die elektroakustische Musik hinzu, ab 2014 auch Videoarbeiten. Sein besonderes Interesse gilt der genreübergreifenden Zusammenarbeit mit der darstellenden oder bildenden Kunst. Er zeichnet zudem für zahlreiche Produktionen und Veröffentlichungen verantwortlich.
Zoepf arbeitet(e) u. a. mit Mark Charig, Hans Schneider, Wolfgang Schliemann, Ulrich Phillipp, Günter Christmann, Frank Rühl, Melvyn Poore, Gunda Gottschalk, Martin Theurer, Johannes S. Sistermanns oder Rilo Chmielorz. 
Aktuelle Projekte sind:
- ABE nsemble    (Gabriella Smart, Johannes S. Sistermanns, Joachim Zoepf)
- Ensemble A  (Ignaz Schick, Anais Tuerlinckx, Joachim Zoepf)
- all you can hEar (Gunda Gottschalk, Marlies Debacker, Joachim Zoepf)
- Art-Interplay (Jörg Hufschmidt, Ingo Reulecke, Ulrike Schoeller, Joachim Zoepf)

Daneben wirkte Zoepf in der „Initiative Kölner Jazzhaus“ und im „Initiativkreis Freie Musik“ in Köln mit und ist mit Paul Hubweber Mitbegründer der „Arbeitsgemeinschaft Improvisierte Musik“. 1999 initiierte er das Label „Improvisers Series“ als Sublabel von Nur/Nicht/Nur. Des Weiteren war er Mitorganisator der Reihe „Leitkultur“, einer Veranstaltungsreihe für frei improvisierte Musik. Er legte bisher sechs Soloalben vor, ist auf mehreren Gruppenproduktionen zu hören und war an vier Alben mit der Kölner Saxophon Mafia beteiligt.

## Diskographie (Auswahl)
- Solo Reeds (1989)
- Lunx (mit Uwe Oberg, Jörg Mühlhaus, Wolfgang Schliemann, 1991)
- Anything Goes – Nothing Moves (Musikverlag H. Burger & M. Müller, 1995; solo)
- Quatuohr [kju:], too (Nur/Nicht/Nur 2004, mit Mark Charig, Hans Schneider, Wolfgang Schliemann)
- Christoph Korn, Wolfgang Schliemann, Joachim Zoepf: A.Q.T R.Z. (Nur/Nicht/Nur 1999)
- Schliemann/Zoepf Zweieiige Zwillinge (Nur/Nicht/Nur 2005)
- Produktion: Berserker (Berslton 2005)
- Bagatellen (edition explico 2014; solo)
- Geschmacksarbeit (Nur/Nicht/Nur, 2018; solo)
- V.A. The Art of the Duo 2 (Bandcamp 2018; mit Lenka Župková, Elke Schipper,  Michael Griener sowie Paul Lovens, John Butcher, Alexander Frangenheim, John Russell, Paul Hubweber, Günter Christmann, Torsten Müller, Mats Gustafsson, Thomas Lehn)